# Chas & Dave

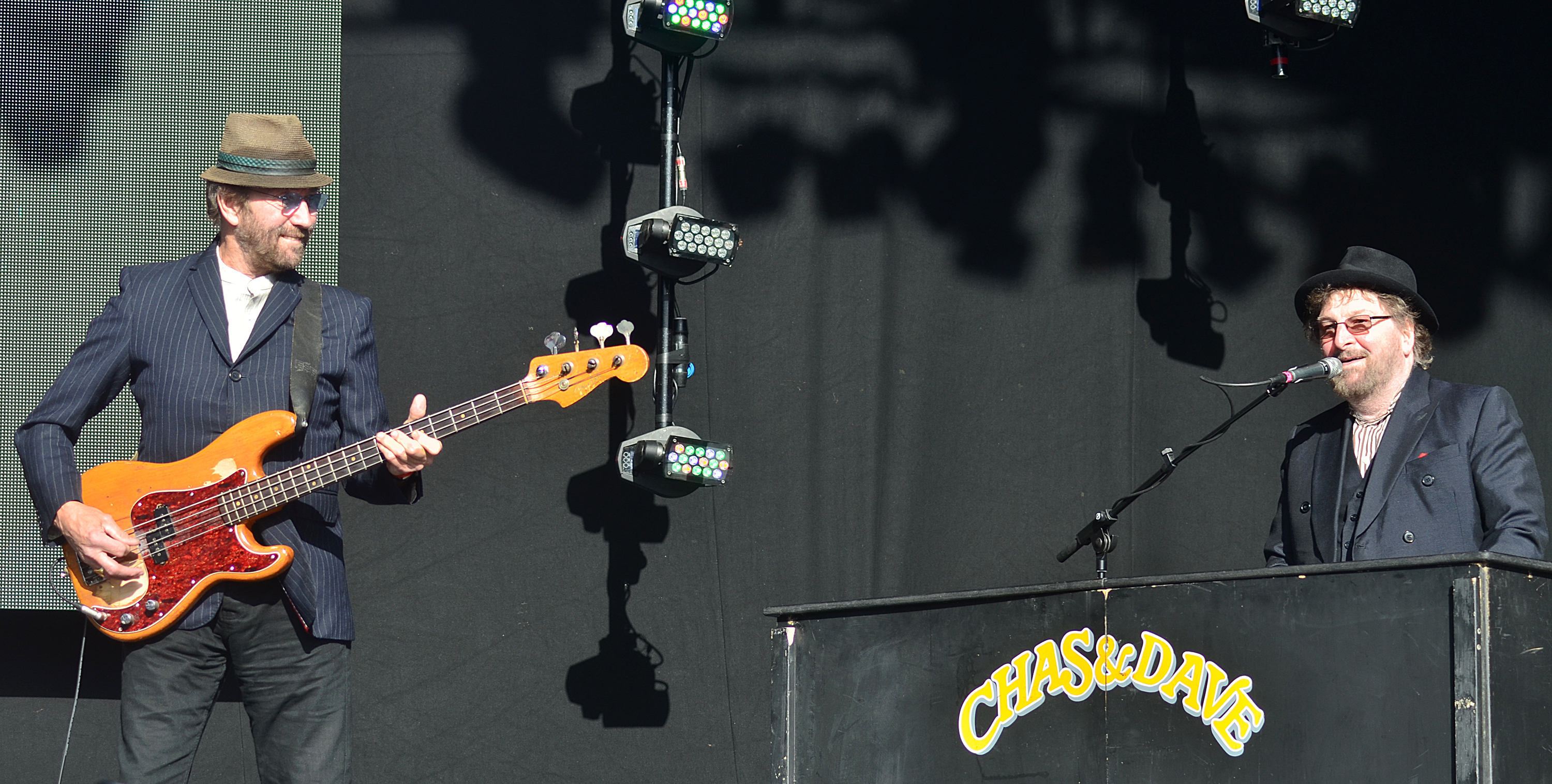
Chas & Dave tijdens een optreden in 2015

Chas & Dave (vaak aangekondigd als Chas 'n' Dave) was een poprockduo uit Londen bestaande uit Chas Hodges en Dave Peacock. Het duo werd opgericht in 1972, hoewel ze elkaar al sinds 1963 kenden. Het duo bleef, met enkele hiaten, actief tot aan Hodges' dood in 2018. Gedurende deze decennia waren Hodges en Peacock ook betrokken bij een aantal andere bands en soloprojecten.
Ze stonden bekend voor een muziekstijl die ze zelf rockney (een samentrekking van rock en cockney) noemen. Een deel van hun uitgaven gebeurde ook op het door hunzelf opgerichte platenlabel Rockney. Daarnaast hebben ze muziek uitgebracht op de labels Cooking Vinyl, EMI, Telefunken, A&M, Warner Bros. en Retreat. In 1983 presenteerden Chas & Dave onder de naam "Knees Up" een muziekserie op de Britse zender ITV.
In hun thuisland hebben ze met 19 singles de top 100 gehaald en haalden negen albums de hitlijst. Vanwege hun typisch Britse, en zelfs typisch Londense, muziekstijl waren ze buiten het Verenigd Koninkrijk een stuk minder succesvol. De single "Ain't No Pleasing You" was de enige single die in Nederland de Top 40 haalde.

## Discografie

### Studio-albums
- One Fing 'n' Anuvver
- Rockney
- Don't Give a Monkeys
- Chas & Dave
- The Christmas Jamboree Bag
- Mustn't Grumble
- Job Lot
- Knees Up – Christmas Jamboree Bag No.2
- Aint No Pleasin' You
- Well Pleased
- Jamboree Bag No.3
- Christmas Carol Album
- Flying
- A Little Bit of Us
- That's What Happens

### Singles
| Single met eventuele hitnotering(en) in de Nederlandse Top 40 | Datum van verschijnen | Datum van binnenkomst | Hoogste positie | Aantal weken | Opmerkingen |
| ------------------------------------------------------------- | --------------------- | --------------------- | --------------- | ------------ | ----------- |
| Rabbit                                                        |                       | 20-06-1981            | tip12           | -            |             |
| Ain't No Pleasing You                                         |                       | 08-05-1982            | 20              | 6            |             |
| Wish I Could Write a Love Song                                |                       | 08-01-1983            | tip11           | -            |             |

### NPO Radio 2 Top 2000
Van Chas & Dave stond alleen Ain't no pleasing you in 1999 in de NPO Radio 2 Top 2000, op plek 1935.